# Karl Gottlieb von Weber
Karl Gottlieb Weber, ab 1828 von Weber, (* 28. August 1773 in Leipzig; † 25. Juli 1849 in Zöschau bei Oschatz) war ein deutscher Kirchenrechtler und Verwaltungsjurist. Er war Präsident des Sächsischen Landeskonsistoriums.

## Leben
Weber war Sohn eines Aktuars am Universitätsgericht in Leipzig. Ab dem Jahr 1785 besuchte er die Leipziger Nicolaischule, bevor er Ostern 1790 zum Studium der Rechtswissenschaft an die Universität Leipzig ging. Er befasste sich insbesondere mit staatsrechtlichen und geschichtlichen Themen. Von 1792 bis 1794 war er an der Universität Göttingen, an der er vor allem unter dem Einfluss von Johann Stephan Pütter stand. 1795 bestand er die juristische Prüfung in Leipzig. Anschließend ging er nochmal nach Göttingen. Dort legte er die zweibändige Dissertation De vera ordinum provincialium tum in Germania generatim, tum speciatim in Bavariae ducatu epocha recte constituenda vor, mit deren erstem Teil er zum Magister der Philosophie graduiert und mit deren zweitem Teil zum Dr. iur. promoviert wurde. Anschließend begann er Vorlesungen im Staats- und Privatrecht zu halten.
Weber verfolgte die akademische Laufbahn nicht weiter, sondern wandte sich nach Dresden. Bereits durch eine Probearbeit von 1798 qualifiziert, erhielt er 1802 eine Supernumerarratstelle im Oberkonsistorium zu Dresden und rückte 1810 auf die zweite ständige politische Ratsstelle auf. Der Konsistorialrat Weber war außerdem von 1806 bis 1810 Mitglied der Polizeikommission, war mit den Armenangelegenheiten betraut und von 1814 bis 1817 Mitglied des Zentralausschusses für die Versorgung und Unterstützung der Waisenkinder im Meißnischen Kreis. 1816 wurde er mit dem sächsischen Zivilverdienstorden ausgezeichnet, 1828 in den erblichen, sächsischen Adelsstand erhoben.
Weber wurde 1827 zum 2. Vizepräsidenten und Direktor des dritten Senats des Sächsischen Appellationsgerichts in Dresden ernannt. 1829 stieg er zum 1. Vizepräsidenten auf. 1831 wurde er mit dem Direktorium des Oberkonsistoriums betraut und entsprechend zum Geheimen Rat ernannt. Zu seiner Aufgabe wurde es, die Reform der Kirchenverfassung und damit die Einrichtung des evangelischen Landeskonsistoriums anzuleiten. 1835 wurde er schließlich Präsident des Landeskonsistoriums.

## Familie
Karl Gottlieb von Weber war in erster Ehe mit Luise Henriette geb. Kapp (1784–1817) verheiratet. Der Historiker Karl von Weber (1806–1879), zu dessen Enkeln der Verleger Hans von Weber zählte, war sein erstgeborener Sohn. Die nächstjüngeren Kinder waren der Offizier Adolph von Weber (* 1809) und die Tochter Caroline von Weber (* 1813). Das vierte Kind und jüngste Kind aus dieser Ehe war der Jurist und Dresdner Oberlandesgerichtspräsident Anton von Weber (1817–1888), dessen Enkel der Rechtswissenschaftler und Kriminologe Hellmuth von Weber war. Aus einer zweiten Ehe mit Emma geb. Fleischmann († 1847) stammten sechs weitere Kinder, darunter der Schriftsteller und Tierschützer Ernst von Weber (1830–1902). Eine Verwandtschaft mit dem Komponisten Carl Maria von Weber bestand nicht.

## Werke (Auswahl)
- De iusta Henrici Illustris in Thuringia successione, Leipzig 1795.
- De vera ordinum provincialium tum in Germania generatim, tum speciatim in Bavariae ducatu epocha recte constituenda, 2 Bände, Tauchnitz, Leipzig 1797.
- Litteratur der Deutschen Staatengeschichte. Allgemeine Litteratur und insbesondre von Oestreich, Böhmen und den Ländern des Bayrischen Kreises, Crusius, Leipzig 1800.
- Historische Übersicht der westlichen Gränzen von Deutschland: von den ältesten bis zu den neuesten Zeiten, Hartknoch, Leipzig 1814.
- Ueber die bevorstehende Umgestaltung der Kirchenverfassung des Königreichs Sachsen in besonderem Bezuge auf die Behörden für die Angelegenheiten der evangelischen Kirche, Barth, Leipzig 1833.
- Systematische Darstellung des im Königreiche Sachsen geltenden Kirchenrechts, 3 Bände, Hartknoch, Leipzig 1843–1845.
- Selbstbiographie (Digitalisat BSB München).